# 菅民郎
菅 民郎（かん たみお、1942年6月25日 - ）は、日本の統計学者、統計解析のコンサルタント、企業家。博士（理学）（中央大学・2009年）。ビジネス・ブレークスルー大学院名誉教授。東京都出身。
株式会社社会情報サービス、株式会社エスミ、株式会社アイスタットを設立。
統計学や解析手法は分析・研究の現場で生かされるべきと考え、統計解析の入門書を数多く執筆・出版している。

## 略歴
- 1960年：東京都立竹早高等学校卒業
- 1965年：東京理科大学理学部応用数学科卒業
- 1965年：PL学園数学教諭（ - 1970年）
- 1971年：マーケティングセンター入社 ～ 1982年（トヨタ自動車の市場調査業務を担当）
- 1982年：市場調査の専門機関として株式会社社会情報サービスを設立（副社長 ～ 1994年）
- 1994年：アンケート調査の集計業務、アンケート集計ソフトウエアの開発・販売をする会社として株式会社エスミを設立（社長 ～ 2006年）
- 2005年：ビジネス・ブレークスルー大学院教授（ ～ 2018年（以降名誉教授 統計学指導）
- 2009年：中央大学大学院理工学研究科修了。博士（理学）取得[1][2]
- 2012年：統計解析の分析、セミナー、コンサルティング、統計解析のソフトウエアの開発・販売をする会社として株式会社アイスタットを設立 社長
- 2019年：同社会長就任

## 人物
1942年、東京都杉並区で誕生。学生時代から東大セツルメントなどの児童文化運動に関わっていた父・菅忠道（児童文学研究家）と貿易商垣内徳三郎が所有する名主の滝亭（現在は東京都北区名主の滝公園）で誕生した母・京子との間に長男として生まれる。従兄弟に心理学者相場均がいる。
統計学者・林知己夫が考案した数量化理論を研究し、数量化1・数量化2類のモデル選択基準を構築した。
アンケートデータには複数回答、限定質問があり、カテゴリデータの集計は数量データとは異なる集計ロジックとなる。そのロジックを考案しパソコン用のアンケート集計ソフトソフトウエア（NEC98_MSDOS版秀吉）を開発した。現在市販されている、Windows版の秀吉、ASSUM、太閤にその集計ロジックが受け継がれている。

## 学会
- 日本統計学会

## 著書

### 単著
- 『入門パソコン統計処理[3] 上下巻』（技術評論社 1990年）
- 『多変量解析の実践 [4]上下巻』（現代数学社 1993年）
- 『ホントにやさしい多変量統計分析』（現代数学社 1996年）
- 『すかっと売上予測[5]』（オーム社 1996年）
- 『すべてがわかるアンケートデータの分析[6]』（現代数学社 1998年）
- 『Excelで学ぶ統計解析入門[7]』（オーム社 1999年）
- 『Excelで学ぶ多変量解析入門』（オーム社 2001年）
- 『Excelで学ぶ実験計画法[8]』（オーム社 2002年）
- 『第2版 Excelで学ぶ統計解析入門[9]』（オーム社 2003年）
- 『初めて学ぶ統計学[10]』（現代数学社2003年）
- 『らくらく図解統計分析教室[11]』（オーム社 2006年）
- 『らくらく図解アンケート分析教室[12]』（オーム社 2007年）
- 『Excel2007 Excelで学ぶ統計解析入門[13]』（オーム社 2009年）
- 『らくらく図解統計実力問題集[14]』（オーム社 2010年）
- 『実例でよくわかるアンケート調査と統計解析[15]』（ナツメ社 2011年）
- 『Excel2013・2010 Excelで学ぶ統計解析入門[16]』（オーム社 2013年）
- 『Excelで学ぶ統計的予測[17]』（オーム社 2014年）
- 『Excel2016・2013 Excelで学ぶ統計解析入門[18]』（オーム社 2016年）
- 『例題とExcel演習で学ぶ実験計画法とタグチメソッド[19]』（オーム社2016年）
- 『例題とExcel演習で学ぶ多変量解析～回帰分析・判別分析・コンジョイント分析編』[20]（オーム社 2016年）
- 『例題とExcel演習で学ぶ多変量解析～生存時間解析・ロジスティック回帰分析・時系列分析編[21]』（オーム社 2017年）
- 『例題とExcel演習で学ぶ多変量解析～因子分析・コレスポンデンス分析・クラスター分析編[22]』（オーム社 2017年）
- 『アンケート分析入門Excelによる集計・評価・分析[23]』（オーム社 2018年）
- 『Excel2019・2016 Excelで学ぶ統計解析入門[24]』（オーム社 2020年）

### 監修
- 志賀康夫、姫野尚子著『使える51の統計手法』（オーム社 2019年）

### 共著
- 共著者・檜山みぎわ『やさしい統計学の本』（現代数学社 1995年）
- 共著者・藤越康祝,土方裕子『経時データ分析』（オーム社 2008年）
- 共著者・土方裕子『すぐに使える統計学』（ソフトバンククリエイティブ 2009年）
- 共著者・藤越康祝『質的データの判別分析数量化2類』（現代数学社 2011年）
- 共著者・志賀保夫『ドクターも納得！医学統計入門』（エルゼビアジャパン 2016年）

### 論文
1. 数量化2類の追加情報の検定と変数選択 応用統計学, Vol.38 No.1（2009）, accepted.
2. Variable selection criteria based on multiple correlation coefficient in regression model. Journal of Statistics and Applications,Vol. 4, No. 2-3（2009）. accepted.  Tetsuro Sakurai, Tamio Kan, Yasunori Fujikoshi
3. Prediction error criterion for selecting of variables in a linear regression model.  Ann. Inst. Statist. Math., 2009,accepted.  Yasunori Fujikoshi, Tamio Kan, Shin Takahashi, Tetsuro Sakurai